# Тигерстедт, Эрнульф
Аксель Эрнульф Тигерстедт (швед. Axel Örnulf Tigerstedt, 29 сентября 1900, Гельсингфорс — 6 ноября 1962, Стренгнес, Швеция) — шведско-финский поэт, прозаик, переводчик и журналист. Сторонник крайне радикальных националистических и правых убеждений, активно сотрудничал с нацистами в период Второй мировой войны.

## Жизнеописание
Родился в семье известного научного деятеля, геолога и дендролога Акселя Фредрика Тигерстедта и Марии Хелены Флоренс фон Шульц. Имел сестру Марию и братьев Йёрана, Карла Густава Людвига, Акселя Улофа и Эрика — выдающегося изобретателя.
В творчестве употреблял псевдонимы: «Аксель Фредрикссон» — как дань древней скандинавской традиции называться по отцу, «Эрик Фаландер» — как память о былой родовой фамилии, которую имели предки писателя до 1691 года, когда стали дворянами с фамилией Тигерстедт.
В 1918 Эрнульф Тигерстедт начал печататься, а с 1920-х годов сотрудничает с различными масс-медиа. Долгое время действовал в отрасли пропаганды, в частности, принимал участие в работе Государственной информационной службы. В начале 1930-х Тигерстедт вступил в крайне правую и ультранационалистическую партию, «Патриотическое народное движение» («ПНД»). Был заместителем председателя Общества Данте Алигьери, в 1933—1934 гг. возглавлял финский ПЕН-клуб.
В 1942 году по инициативе Геббельса основан Европейский союз писателей, и в марте этого же года с финской стороны её устав подписали Арви Кивимаа и Эрнульф Тигерстедт. Членами союза стали Мика Валтари, Майла Тальвио, Ирьё Сойни, Вильё Каява, Бертель Грипенберг, Тито Коллиандер и другие.
В межвоенное время и годы войны Тигерстедт был главным идеологом группировки молодых правоэкстремистских писателей в издательстве Седерстрема. К этой группе, которая носила неофициальное название «Черная гвардия», принадлежали, в частности, Тито Коллиандер, Йёран Стениус и Эдвард Роберт Гуммерус.
В начале осени 1944-го Тигерстедт, рисковавший подвергнуться преследованиям за сотрудничество с нацистами, был вынужден эмигрировать в Швецию.
Был дважды женат. Сначала на Гильме Терезе, затем на Аните Тигерстедт (Катани). Имел дочь Кристину.

## Творчество
Переживания времён гражданской войны в Финляндии и сильный консерватизм семейных традиций очень повлияли на формирование Тигерстедта как писателя, а впоследствии побудили его стать сторонником нацизма. Имея заложенное в основе своего мировосприятия классическое противоречие между культурой и природой, молодой литератор перенял учения таких философов, как Освальд Шпенглер и Лотроп Стоддард.
В 1918 году Эрнульф Тигерстедт опубликовал свой первый сборник стихов «Волны», обозначенный, как и две последующие книги — «Новеллы» и «Exercitia», ученичеством и подражанием Хейденстаму. Настоящий успех принесли два поэтических сборника «У черты» (1928) и «Глыба и судьба» (1931) с модернистски окрашенной лирикой, характерным эстетизмом. В тридцатых годах Тигерстедт в Швеции и Финляндии считался одним из величайших модернистов. Впоследствии вышли сборники эссе «Выстрел через грань» (1934) и «Без орлов» (1935). Сборником стихов «Праведные пути» (1933) он поставил себя далеко по правую сторону баррикад в тогдашних политических и литературных спорах. Тигерстедта характеризовали как «лирического знаменосца фашизма и нацизма в шведскоговорящих странах».
И поэзии и прозе Тигерстедту присуще преклонение перед силой. Особенно ощутимо это в «Праведных путях» (1933), где автор восхваляет Марка Аврелия за победу над маркоманами, и в «Последнем этапе» (1940). В поэме «Принц» из этого последнего сборника есть такие слова:
Где преимущество, там право.

Где право, там правда.

Изогнутые шеи приветствуют знамёна победителей,

И богиня стелет постель в шатре победителя.
Во время Второй мировой войны четко проявился глубоко укорененный антикоммунизм писателя. Тигерстедт приблизился к платформе гитлеровцев, и не последнюю роль в этом сыграла его работа на государственной пропагандистской службе.
В 1942 году он издал книгу «Полиция дает бой советским шпионам в Финляндии 1919—1939 гг». В крайне пронемецких «Тайных заговорах» (1944) в глухой угрожающей тональности ведутся рассуждения о будущем Европы, изложены предостережения относительно возможной победы Советского Союза во Второй мировой войне. Эти две книги осенью 1944 года попали в список запрещенной литературы в Финляндии. В настоящее время сохранилось всего несколько экземпляров этих изданий — в частности, в университетах Хельсинки и Турку.
Произведения, написанные в эмиграции, воспринимаются как трагическое попытки однажды оправдаться перед самим собой, обрести душевное равновесие и отдать должное новой родине — Швеции.